# Gordon Goodwin (muzyk)
Gordon L. Goodwin (ur. 1954 w Neal) – amerykański pianista, saksofonista, kompozytor, aranżer i dyrygent.

## Życiorys
Gordon Goodwin urodził się w Neal, Kansas.
Goodwin rozpoczął edukację muzyczną w Cal State Northridge z Joelem Leachem i Billem Calkinsem. Pierwszy utwór na big band pt. "Hang Loose" napisał w wieku 13 lat. Później został zapisany do big bandu Louiego Bellsona, gdzie grał m.in. z Pete'em Christliebem i Donem Menzą.

## Big Phat Band
Goodwin jest założycielem zespołu Gordon Goodwin's Big Phat Band. Gra w nim na fortepianie oraz sporadycznie na saksofonie sopranowym i tenorowym. Zespół łączy talenty takich muzyków jak Wayne Bergeron, Eric Marienthal czy Andy Martin. Wszystkie utwory zostały skomponowane lub zaaranżowane przez Gordona Goodwina. Niektóre z jego utworów są oparte na starych melodiach jazzowych: doskonałym przykładem jest "Sing, Sang, Sung", będący karykaturą standardu swingowego "Sing, Sing, Sing" autorstwa Louisa Primy. Zespół wydał sześć albumów, z czego dwa były nominowane do nagrody Grammy - "Swingin' For the Fences" (dwa razy) oraz "XXL" (trzy razy).  

## Dyskografia
- Swingin' For The Fences (2001)
- XXL (2003)
- The Phat Pack (2006)
- Bah, Humduck! A Looney Tunes Christmas (2006)
- Act Your Age (2008)
- The Big Phat Stocking Stuffer (2008)
- That's How We Roll (2011)
- Utwór „Grade 3” w albumie Shine On! Volume One, wykonany razem z Tierney Sutton (2011)
- Utwór „Play With Me” w albumie Shine On! Volume One, wykonany razem z Amber Lily (2011)
- Life in the Bubble (2014)